# NV2
NV2是NVIDIA的顯示晶片，產品名為Mutara V08，由世嘉公司资助，用於世嘉的遊戲機中，但最後卻取消研發。
由於1995年發表的NV1失敗，NVIDIA陷入財困。世嘉緊急送來700万美元的定金，资助NVIDIA開發NV2，作為下一代游戏机的顯示芯片。縱使世嘉发现二次方程紋理貼圖有缺陷，但NVIDIA始終坚持使用這種繪圖技術，而不使用多边形立體技術。與此同時，世嘉派遣工程师到NVIDIA协助開發NV2，希望可以採用多边形立體技術。之後，世嘉與當時非常熾熱的3dfx接触，企圖將Voodoo Banshee用於游戏主機中。而NEC亦加入戰團，最後，世嘉采用了與NEC有關的PowerVR的顯示核心。
NV2是NVIDIA的第二个產品，但永遠沒有完成研發。當時Direct 3D還不是太流行，NV2的二次方程紋理貼圖能提供較佳性能。但世嘉公司最终放弃了NV2，而轉向与PowerVR合作。但當時若NVIDIA沒有世嘉支持，便存活不到今天。